# Glenea boafoi
Glenea boafoi là một loài bọ cánh cứng trong họ Cerambycidae.